# A&O Hotels and Hostels

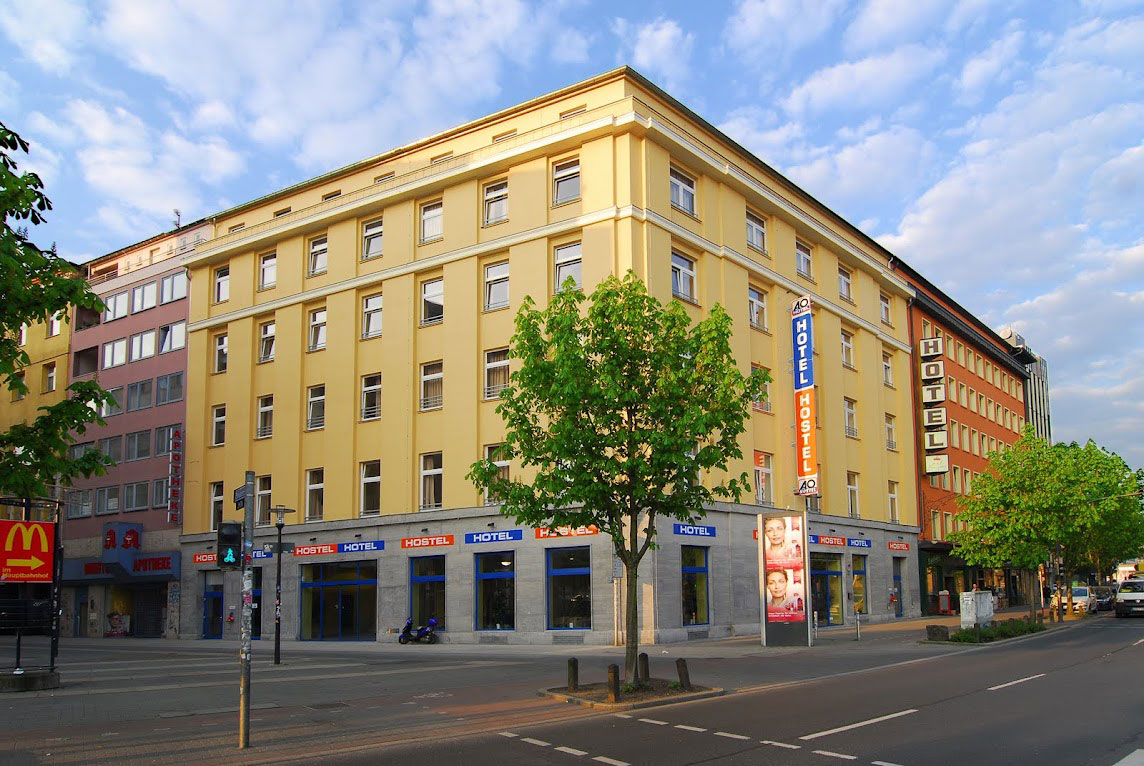
A&O Dortmund Hauptbahnhof

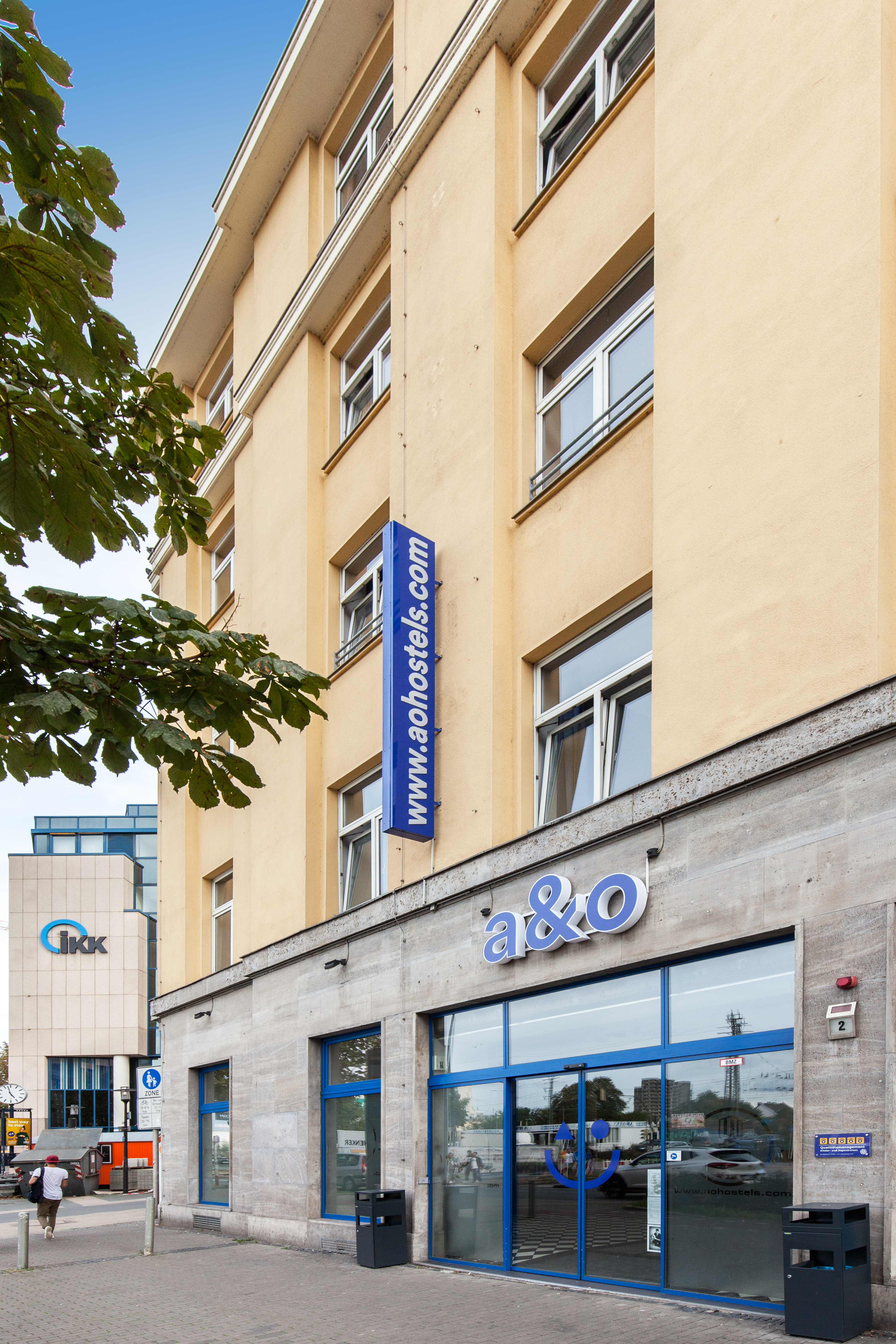

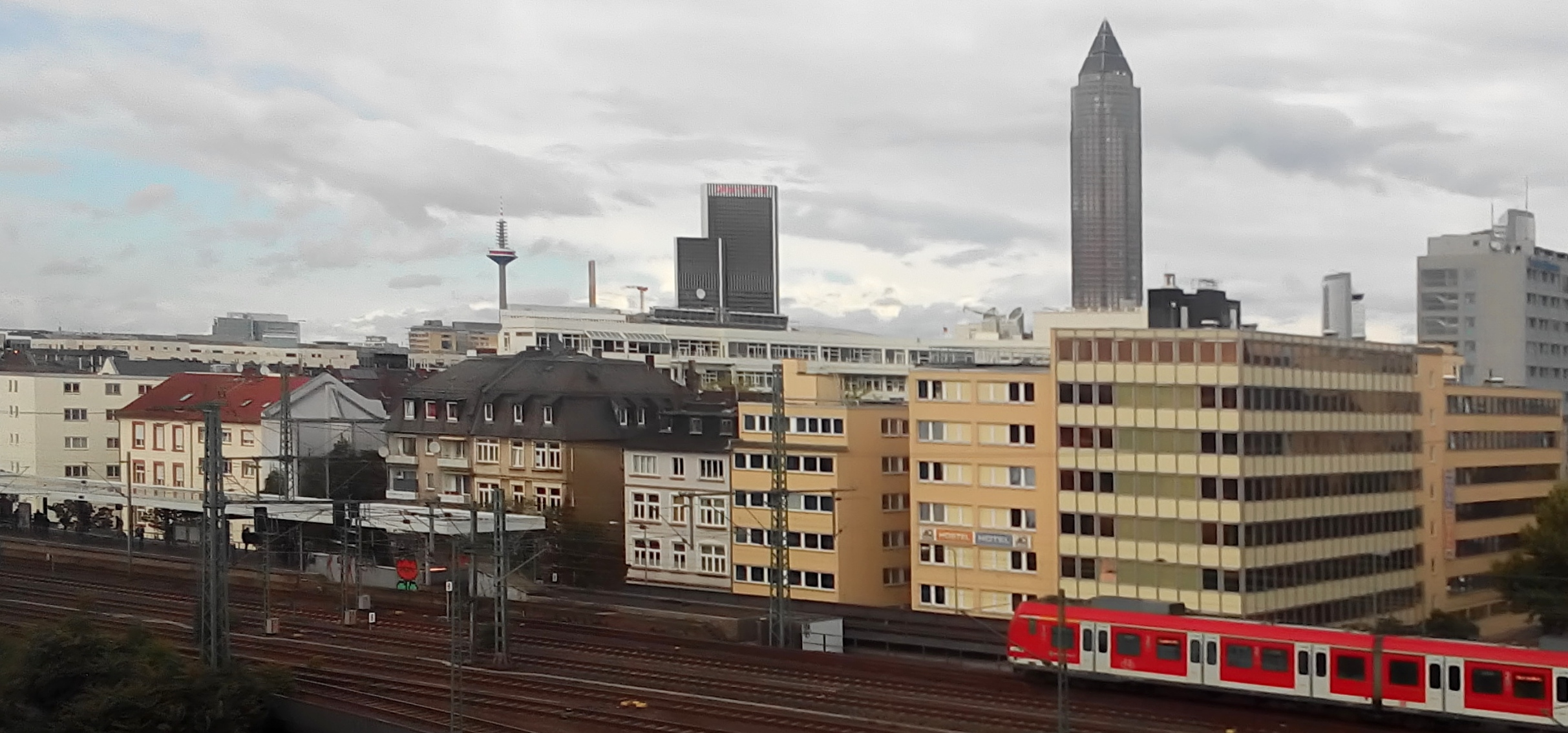
A&O Frankfurt-Galluswarte

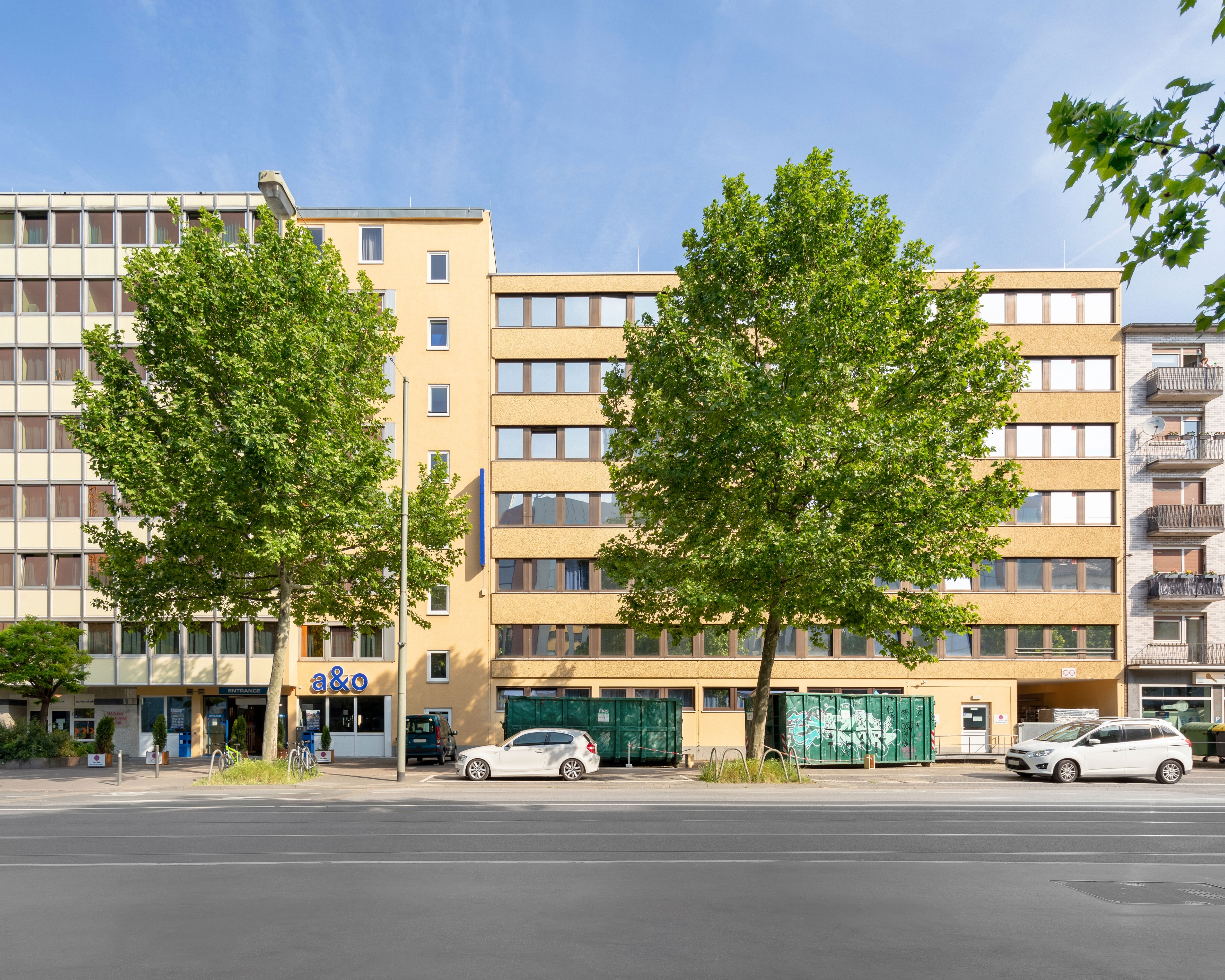

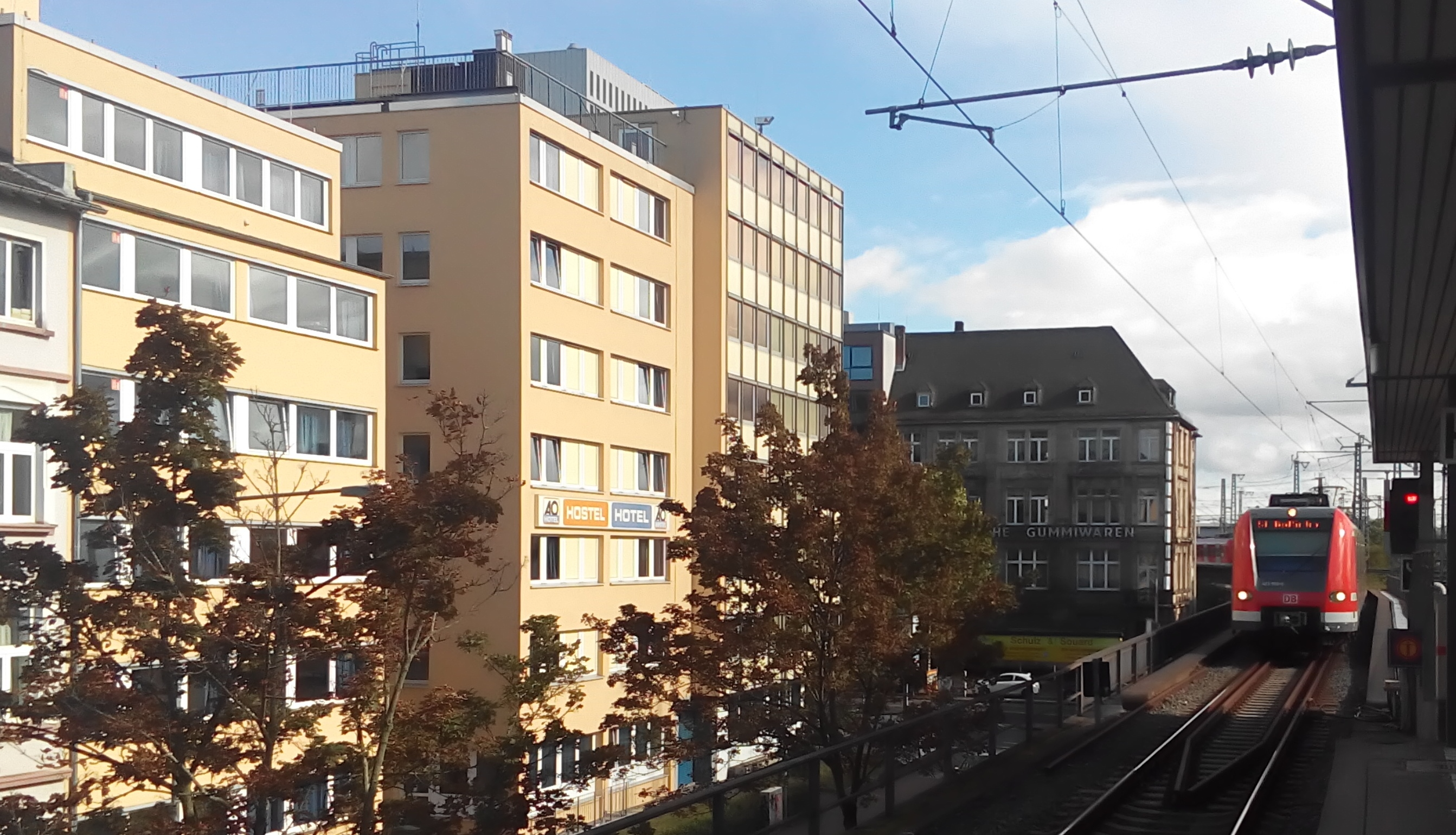
A&O Frankfurt-Galluswarte (S-Bahnhof)

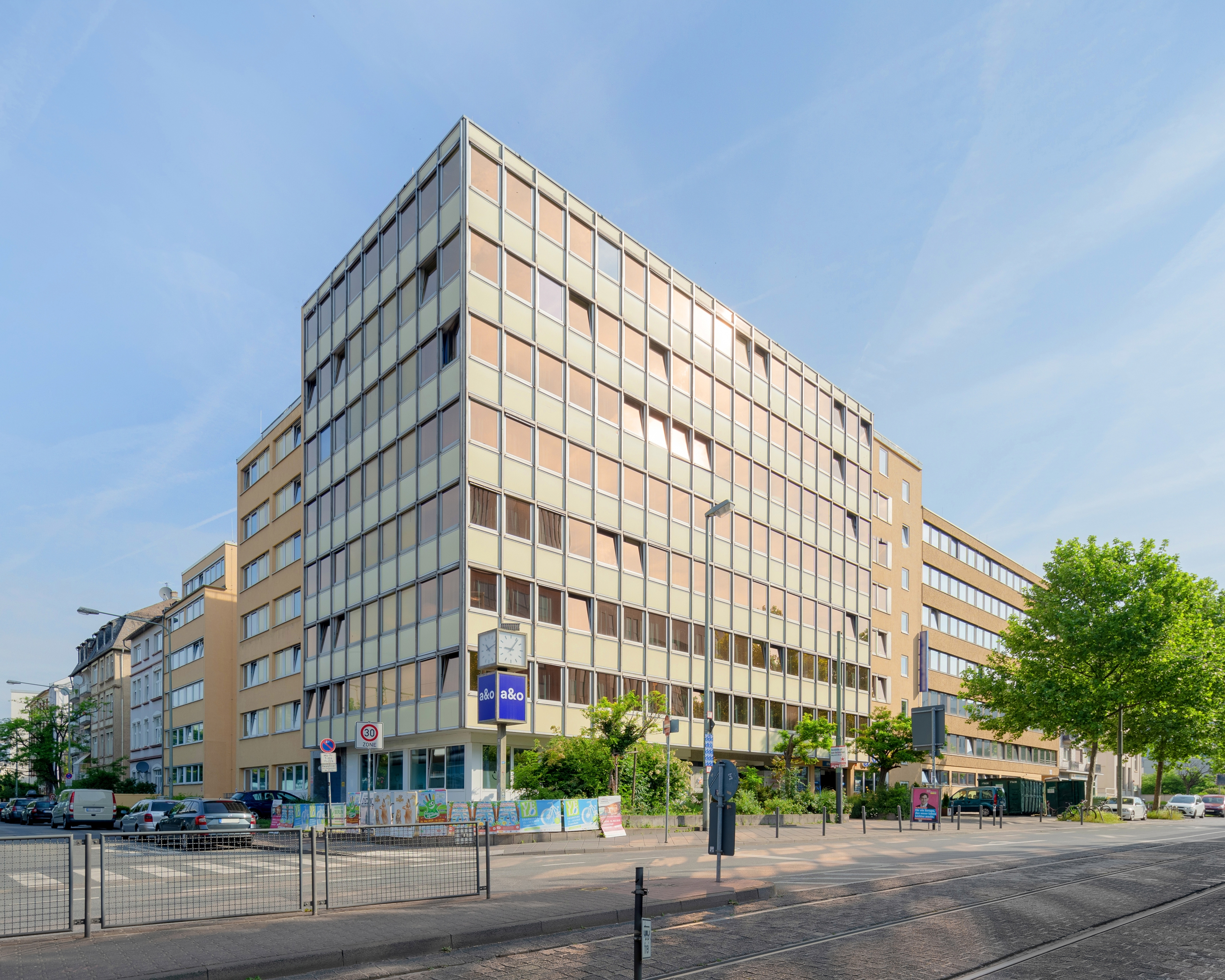

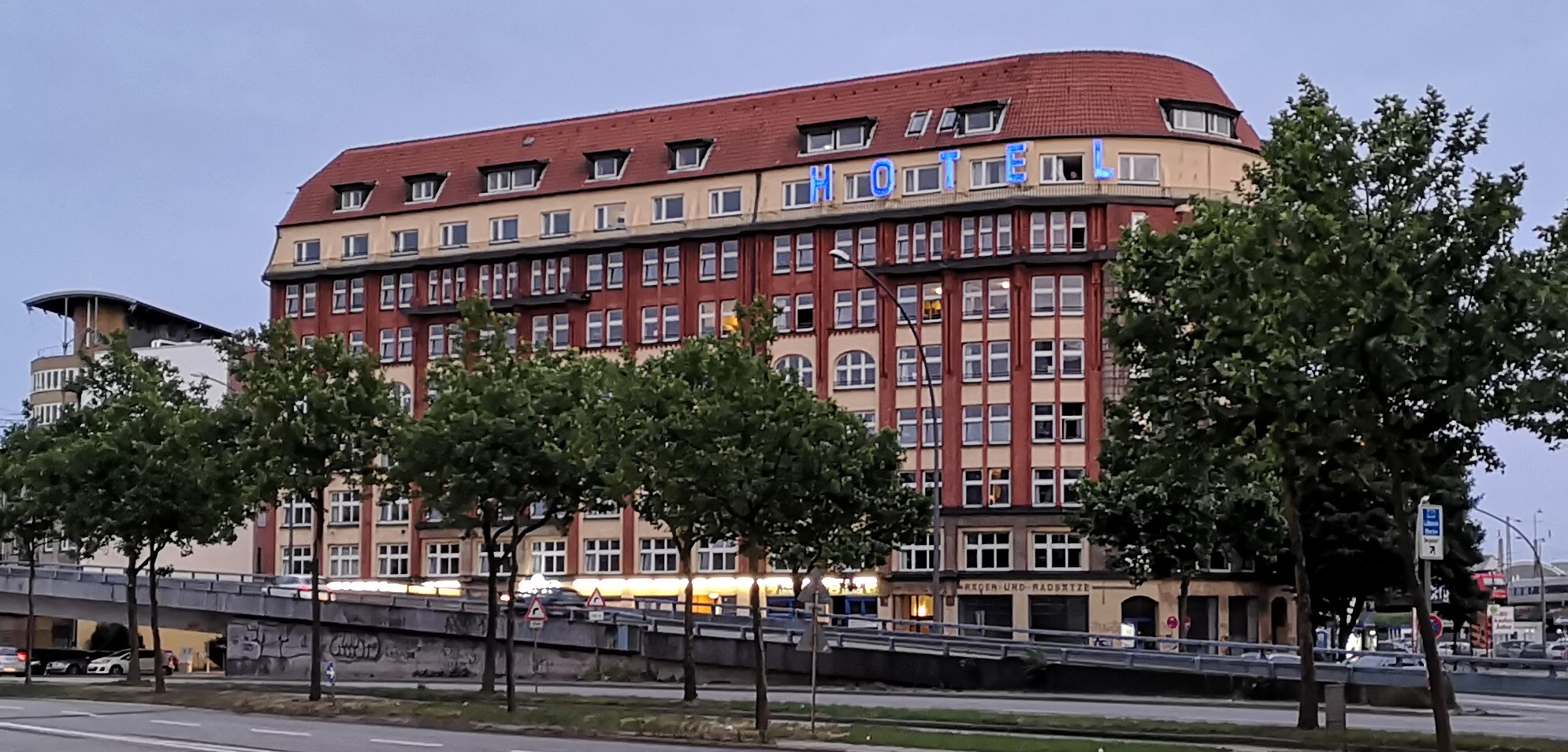
A&O Hamburg-Hauptbahnhof

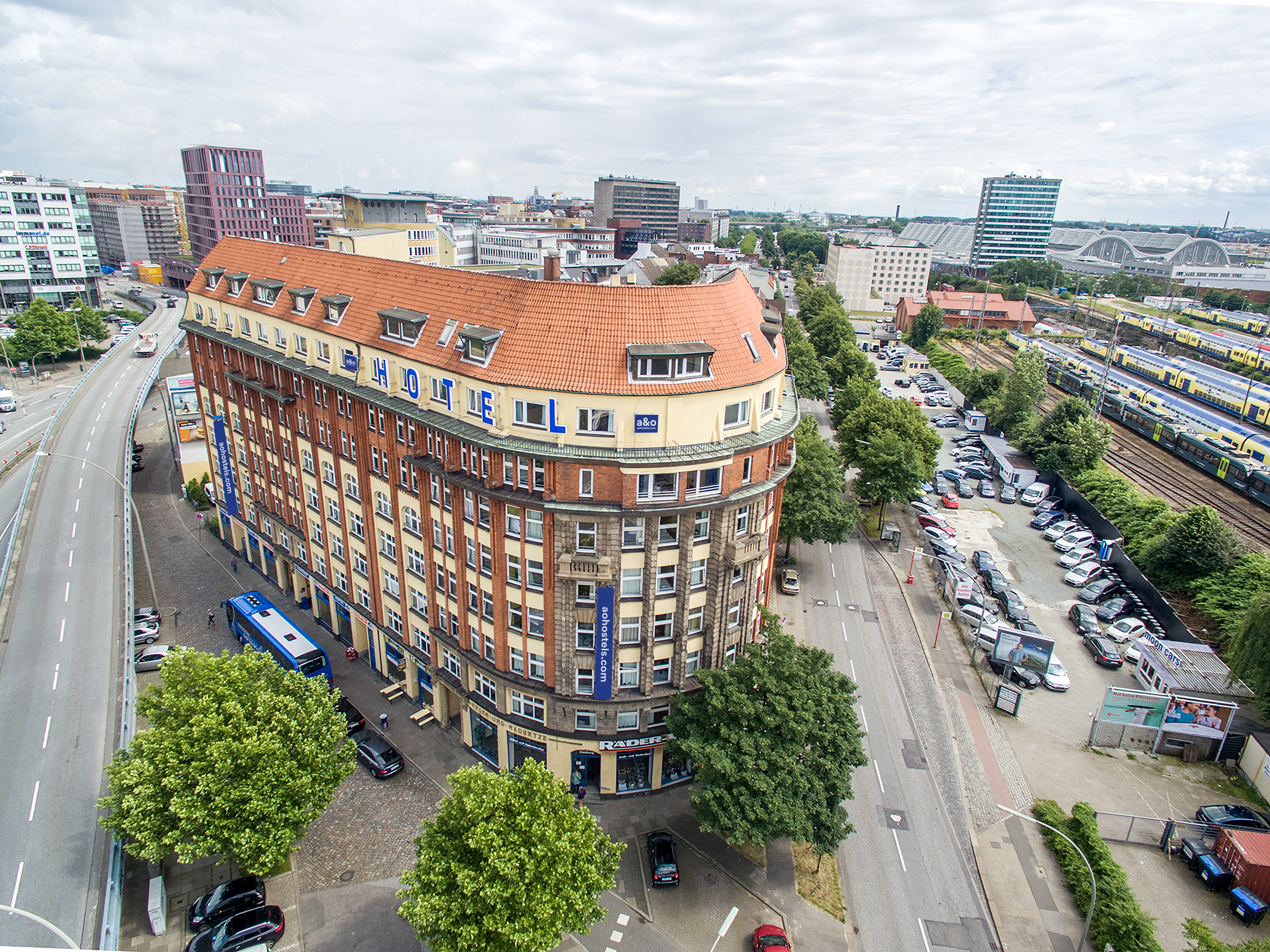

Die a&o Hostels GmbH & Co. KG ist eine deutsche Budget-, Hotel- und Hostelkette mit Sitz in Berlin.
Die Kombination aus Hotel und Hostel unter einem Dach hat sich im Jahr 2004 etabliert. Angeboten werden günstige Übernachtungsmöglichkeiten für Backpacker, Jugendgruppen und Familien, in der Regel mitten im Stadtzentrum nahe dem jeweiligen Hauptbahnhof in zentraler Lage. Seit 2008 werden verstärkt auch Unternehmen und Geschäftsreisende angesprochen.
Im Geschäftsjahr 2023 verzeichnete das Unternehmen 217 Millionen Euro Umsatz bei 6,1 Millionen Übernachtungen.

## Geschichte
Das Unternehmen a&o wurde im Jahr 2000 von Oliver Winter und Michael Kluge gegründet, im selben Jahr eröffnete das erste a&o Hostel in Berlin-Friedrichshain mit 164 Betten. Die Idee hinter der Gründung war der Mangel an günstigen innerstädtischen Übernachtungsmöglichkeiten für jugendliche Touristen.
Aufgrund des anhaltenden Erfolgs eröffnete das Unternehmen in den Jahren 2002 und 2004 je ein weiteres Haus in Berlin. Im Jahr 2005 eröffnete das Unternehmen mit dem Hostel Prag-Holešovice erstmals außerhalb Berlins. Im selben Jahr eröffnete man auch in München und Hamburg. Von da an expandierte das Unternehmen ständig und eröffnete pro Jahr zwei bis drei Standorte. Der Fokus lag dabei auf den großen deutschen Städten, ab 2008 war man auch in Wien vertreten.
Im Laufe der Jahre wurden bestehende Standorte sukzessive auf DEHOGA-2-Sterne-Standard nachgerüstet und ab 2008 Familienzimmer im Hotelbereich angeboten.:S. 26 ff.
Im Jahr 2015 begann das Unternehmen sich stärker auf den Markt außerhalb Deutschlands zu orientieren. In diesem Jahr eröffnete man erstmals in Amsterdam und 2016 wurde ein zweites Haus in Prag eröffnet. Mit den Häusern in Kopenhagen und Venedig erschloss man im Jahr 2017 auch erstmals den dänischen und italienischen Markt.
Seit 1. Januar 2017 ist das US-amerikanische Beteiligungsunternehmen TPG Real Estate Mehrheitsgesellschafter von a&o. Mit der Übernahme durch TPG intensivierte das Unternehmen seinen Expansionskurs.

## Liste der Hotels und Hostels
Aktuell verfügt a&o über 40 Hotels und Hostels, davon die meisten in Deutschland sowie vier in Österreich (zwei in Wien, je eines in Salzburg und Graz), jeweils zwei Häuser in Tschechien (Prag), Dänemark (Kopenhagen) Großbritannien (Edinburgh, Brighton), Belgien (Antwerpen, Brüssel) und den Niederlanden (Amsterdam, Rotterdam), Italien (Florenz, Venedig), sowie je eines in Ungarn (Budapest) und Polen (Warschau).
| Name des Hotels und Hostels          | Land                   | Eröffnung |
| ------------------------------------ | ---------------------- | --------- |
| Berlin-Friedrichshain                | Deutschland            | 2000      |
| Berlin Zoo:S. 27                     | Deutschland            | 2002–2012 |
| Berlin Mitte                         | Deutschland            | 2004      |
| Prag Holešovice (Franchise)          | Tschechien             | 2005–2012 |
| München Hauptbahnhof                 | Deutschland            | 2005      |
| Hamburg Hammer Kirche                | Deutschland            | 2005      |
| München Hackerbrücke                 | Deutschland            | 2006      |
| Hamburg Hauptbahnhof                 | Deutschland            | 2007      |
| Dresden Hauptbahnhof                 | Deutschland            | 2007      |
| Leipzig Hauptbahnhof                 | Deutschland            | 2008      |
| Wien Stadthalle                      | Österreich             | 2008      |
| Hamburg Reeperbahn                   | Deutschland            | 2009      |
| Düsseldorf Hauptbahnhof              | Deutschland            | 2009      |
| Köln Neumarkt                        | Deutschland            | 2009      |
| Berlin Hauptbahnhof                  | Deutschland            | 2010      |
| Köln Dom                             | Deutschland            | 2011      |
| Nürnberg Hauptbahnhof                | Deutschland            | 2011      |
| Dortmund Hauptbahnhof                | Deutschland            | 2011      |
| Hamburg City                         | Deutschland            | 2012      |
| Prag Metro Strizkov                  | Tschechien             | 2012–2022 |
| Karlsruhe Hauptbahnhof               | Deutschland            | 2012–2018 |
| Graz Hauptbahnhof                    | Österreich             | 2013      |
| Wien Hauptbahnhof                    | Österreich             | 2013      |
| Frankfurt Galluswarte (Messe)        | Deutschland            | 2013      |
| Aachen Hauptbahnhof                  | Deutschland            | 2014      |
| Weimar                               | Deutschland            | 2014      |
| München-Laim                         | Deutschland            | 2014      |
| Amsterdam Zuidoost                   | Niederlande            | 2015      |
| Stuttgart City                       | Deutschland            | 2015      |
| Berlin Kolumbus                      | Deutschland            | 2015      |
| Köln Hauptbahnhof                    | Deutschland            | 2016      |
| Prag Rhea                            | Tschechien             | 2016      |
| Salzburg Hauptbahnhof                | Österreich             | 2016      |
| Kopenhagen Nørrebro                  | Dänemark               | 2017      |
| Venedig Mestre                       | Italien                | 2017      |
| Bremen Hauptbahnhof                  | Deutschland            | 2017      |
| Frankfurt Ostend                     | Deutschland            | 2018      |
| Salzburg Wolfgang's (managed by a&o) | Österreich             | 2019–2023 |
| Venedig Mestre 2                     | Italien                | 2019–2022 |
| Warschau Wola                        | Polen                  | 2019      |
| Budapest City                        | Ungarn                 | 2020      |
| Kopenhagen Sydhavn                   | Dänemark               | 2020      |
| Edinburgh City                       | Vereinigtes Königreich | 2021      |
| Rotterdam City                       | Niederlande            | 2022      |
| Brighton Beach                       | Vereinigtes Königreich | 2024      |
| Antwerpen Centraal                   | Belgien                | 2024      |
| Brüssel Centrum                      | Belgien                | 2025      |
| Florenz (a&o Firenze Campo di Marte) | Italien                | 2025      |